# Marquesado de Cabra

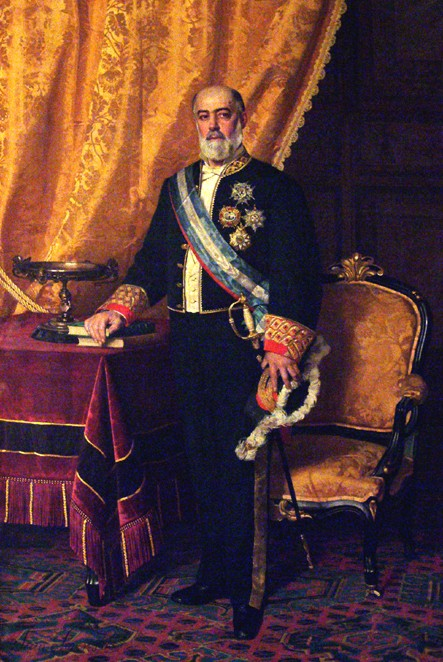
Martín Belda y Mencía del Barrio (1820-1882), primer marqués de Cabra, ministro de Marina y presidente del Congreso de los Diputados, con uniforme de ministro de la Corona. Este retrato al óleo sobre lienzo (267 x 187 cm) fue pintado en 1875 por Francisco Jover y se exhibe en el Museo de la Fundación Aguilar y Eslava. Procede del Real Colegio de la Purísima Concepción de Cabra, al que fue donado el 22 de junio de 1936 por José María Belda y Méndez de San Julián. El donante era hijo segundo de la III marquesa de Cabra, fallecida el año anterior.

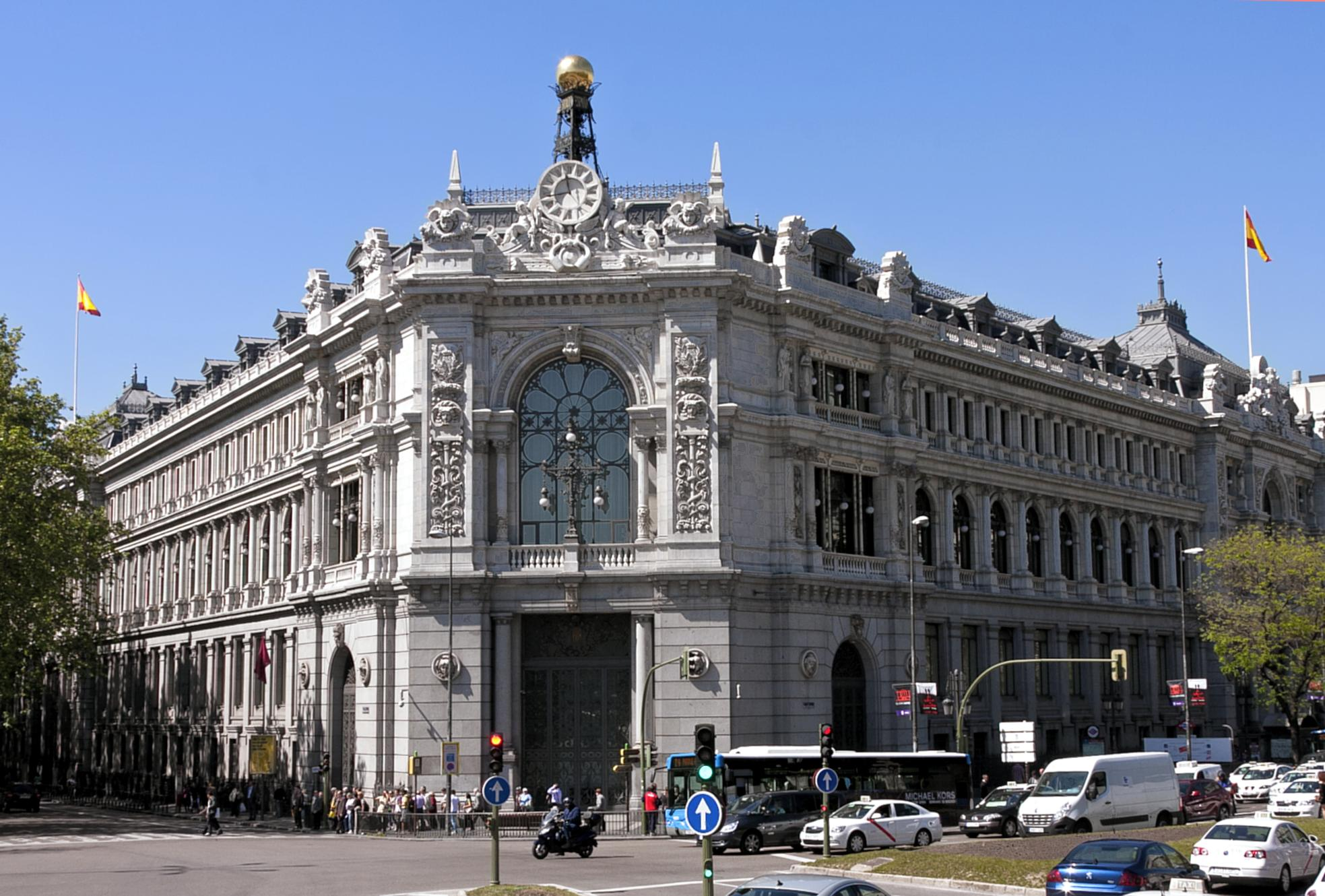
El primer marqués de Cabra, Martín Belda y Mencía del Barrio, (1820-1882) fue gobernador del Banco de España entre febrero de 1878 y marzo de 1881. Y su familia siguió vinculada a esta institución durante varias generaciones. Su sobrino segundo Francisco José Belda y Pérez de Nueros (1859-1931) fue subgobernador de la entidad, fundador de la Caja de Pensiones para sus funcionarios y vicepresidente del Consejo Superior Bancario. Y también marqués de Cabra, por haber casado con su prima segunda Rosa María Méndez de San Julián y Belda (1861-1935), tercera poseedora del título y sobrina carnal del concesionario. El hijo primogénito de estos, Francisco José Belda y Méndez de San Julián (1888-1935), fue secretario general del mismo banco y académico de la Real de Jurisprudencia y Legislación, pero no sucedió en el título porque solo sobrevivió a su madre dos meses y medio. Fue el padre del IV marqués y abuelo de la actual titular.

El marquesado de Cabra es un título nobiliario español. Fue concesión del rey Alfonso XII, por real decreto del 5 de febrero de 1875 y real despacho del 17 de junio del mismo año, en favor de Martín Belda y Mencía del Barrio, coronel honorario de Artillería de Marina, ministro de Marina en el reinado de Isabel II, diputado a Cortes por Montilla y por Cabra, presidente del Congreso de los Diputados, gobernador del Banco de España, caballero del collar de la Orden de Carlos III.
Este título, como otros creados por Alfonso XII al comienzo de su reinado, venía a premiar la contribución del concesionario a la Restauración de la monarquía en España.
Su denominación alude a la ciudad andaluza de Cabra (Córdoba), de donde era natural Martín Belda y por cuyo distrito fue diputado electo varias veces. Un cuarto de siglo antes de la creación, mediante real decreto del 16 de marzo de 1849, la reina Isabel II había concedido a la entonces villa de Cabra los títulos de «Muy Ilustre y Leal Ciudad».

## Lista de marqueses de Cabra
|                          | Titular                                         | Periodo                  |
| Creación por Alfonso XII | Creación por Alfonso XII                        | Creación por Alfonso XII |
| ------------------------ | ----------------------------------------------- | ------------------------ |
| I                        | Martín Belda y Mencía del Barrio                | 1875-1882                |
| II                       | Francisco de Paula Méndez de San Julián y Belda | 1882-1925                |
| III                      | Rosa María Méndez de San Julián y Belda         | 1926-1935                |
| IV                       | Francisco Belda y Anduaga                       | 1941-2019                |
| V                        | Regina María Belda y Hofheinz                   | 2019-hoy                 |

## Historia genealógica
El marquesado fue creado en 1875 en favor de
• Martín Belda y Mencía del Barrio (1820-1882), I marqués de Cabra, coronel honorario de Artillería de Marina, diputado a Cortes desde 1847 hasta 1867 por Montilla y por Cabra, ministro de Marina entre 1865 y 1868, presidente del Congreso de los Diputados en 1867, gobernador del Banco de España en 1877, caballero del collar de la Orden de Carlos III. Nació en Cabra el 12 de agosto de 1820, hijo de Francisco Javier Belda y Calabuig y de Rosa Mencía del Barrio y López, y nieto de Martín José Belda y Belda y de Josefa María Calabuig y Molina, que casaron en 1787. Murió sin descendencia en Madrid el 1.º de enero de 1882.

Por real carta del 23 de mayo de 1882, sucedió su sobrino
• Francisco de Paula Méndez de San Julián y Belda (1858-1925), II marqués de Cabra, destacado militar, político, empresario e inventor, que nació en Cabra el 25 de agosto de 1858 y falleció soltero en la misma ciudad el 10 de diciembre de 1925. Hijo de Romualdo Méndez de San Julián y Fernández-Tejeiro, teniente general de Artillería, gobernador civil de Córdoba y de Barcelona, y de Vicenta Belda y Mencía del Barrio, su mujer (hermana del primer marqués). Fue general de brigada de Artillería, comandante general de esta arma en Andalucía, diputado a Cortes por Cabra, senador del Reino, gobernador civil de Málaga y gran cruz de la Orden de San Hermenegildo. Poseía en Sevilla una fábrica de fundiciones y un taller de máquinas de vapor, ... Y fue también un gran propulsor de la industria aceitera, comisario regio y presidente del VII Congreso Internacional de Oleicultura (1924).
Fruto de su relación con Ana Pérez de Guzmán y Jiménez, tuvo una hija natural:
María Méndez de San Julián y Pérez de Guzmán, de quien volveremos a hacer mención porque casó con un primo suyo, hijo de la III marquesa.

Por real carta del 29 de julio de 1926, sucedió su hermana
• Rosa María Méndez de San Julián y Belda (1861-1835), III marquesa de Cabra, nacida en 1861 y fallecida el 8 de agosto de 1935.
Casó en 1881 con Francisco José Belda y Pérez de Nueros (1859-1931), su primo segundo, subgobernador primero del Banco de España, fundador de la Caja de Pensiones para funcionarios de esta entidad y vicepresidente del Consejo Superior Bancario, caballero gran cruz de Isabel la Católica, medalla de oro al Trabajo, autor de eruditas investigaciones históricas, que falleció en Madrid el 10 de enero de 1931. Hijo de otro Francisco José Belda y Belda (primo carnal del primer marqués) y de Aurelia Pérez de Nueros y Lewenfeld, y nieto de José Martín Belda y Calabuig y de Bienvenida Belda y Perales, que casaron en 1818. Poco después de suceder en el título, estos cónyuges acuñaron una medalla conmemorativa del concesionario, su tío común. Su casa de habitación en la ciudad de Cabra pasó a ser, desde 1929, sede de la sucursal del Banco de España, y hoy es Casa de la Cultura y alberga el Museo Arqueológico Municipal. Fueron padres de
1. Francisco José Belda y Méndez de San Julián (1888-1935), primogénito, secretario general del Banco de España, académico de la Real de Jurisprudencia y Legislación. Falleció el 28 de octubre de 1935, solo dos meses y medio después que su madre, por lo que no tituló. Casó en Madrid el 7 de mayo de 1929 con Elsa de Anduaga y Saavedra, III marquesa de Montelo, finada en Bayona (Pontevedra) el 15 de noviembre de 1938. Esta señora era hermana menor de Consuelo Ramírez de Saavedra y Anduaga, la V duquesa de Rivas, e hijas ambas de Gabriel de Anduaga y Egusquiza y de María del Consuelo de Saavedra y Alfonso, su mujer, hija a su vez de  Enrique Ramírez de Saavedra y Cueto (1828-1914), IV duque de Rivas, etc., diplomático, senador, académico de la Española, caballero del Toisón de Oro, gran cruz de Carlos III y maestrante de Sevilla, gentilhombre de Cámara de S.M., y de Celina de Alfonso y Aldama (1839-1919), dama noble de María Luisa, hija del primer marqués de Montelo. De este matrimonio quedaron cuatro hijos: 
  1. María del Consuelo Belda y Anduaga, que casó con el alemán Hans Hofheinz Spiess, hermano de la actual marquesa viuda de Cabra. Padres de Catalina e Isabel Hofheinz y Belda.
  2. Rosa Belda y Anduaga, que falleció en Madrid el 1.º de enero de 1984.[14] Casó con Juan José Fernández de Luz y Fernández de la Poza. Padres de Elsa, María de los Reyes, Juan y Clara Fernández de Luz y Belda.
  3. Francisco Belda y Anduaga, que sigue.
  4. Y Juan Luis Belda y Anduaga, IV marqués de Montelo, abogado, consejero secretario de la Corporación Hispano-Británica del Acero, caballero del Real Cuerpo de la Nobleza de Madrid y de la Real Hermandad del Santo Cáliz de Valencia, que nació en Madrid el 18 de julio de 1934 y falleció en Nueva York el 10 de febrero de 1983.[15] Casó el 11 de junio de 1964 con María Cristina Montojo y Alonso-Sañudo, actual marquesa viuda de Montelo, nacida en Madrid el 30 de agosto de 1941.
2. Aurelia Belda y Méndez de San Julián, que nació el 27 de octubre de 1891 en Madrid, donde finó el 17 de agosto de 1965. Casó con Romualdo Montojo y Méndez de San Julián, coronel auditor de la Armada, nacido en Madrid el 10 de abril de 1891 y que falleció en 1949, a la edad de 58 años. Tuvieron nueve hijos: Mercedes, Francisco, José, Aurelio, Ramón, Luis, Romualdo, Rosa y Ana María Montojo y Belda.
3. José María Belda y Méndez de San Julián, general subintendente de la Armada, gran cruz del Mérito Naval, que nació el 9 de septiembre de 1897 y falleció en Madrid el 17 de marzo de 1968. Muy vinculado desde joven a su tío el II marqués de Cabra, se convirtió en su yerno y le sucedió al frente de sus negocios. Casó con María Méndez de San Julián y Pérez de Guzmán, su prima carnal, finada en Madrid el 24 de febrero de 1976. Arriba filiada como hija natural del II marqués. Tuvieron tres hijos: José Francisco, María Rosa y Francisco Javier Belda y Méndez de San Julián.
4. Y Fernando Belda y Méndez de San Julián.

Por acuerdo de la Diputación de la Grandeza de 1941 (del que no se pidió convalidación), orden publicada en el BOE del 3 de enero de 1951, y carta del 30 de mayo del mismo año, sucedió su nieto
• Francisco Belda y Anduaga (Paco, 1930-2019), IV marqués de Cabra, caballero del Real Cuerpo de la Nobleza de Madrid, que nació el 13 de febrero de 1930 en Madrid, donde falleció el 16 de enero de 2019. Casó en el santuario del Cristo de Rivas el 24 de mayo de 1969 con Ingeborg Hofheinz Spiess, actual marquesa viuda de Cabra, nacida en Heidelberg (Alemania). Procrearon dos hijas:

1. Regina María de la Sierra Belda y Hofheinz, que sigue,
2. y Sylvia María de la Sierra Belda y Hofheinz, licenciada en Medicina, nacida en Madrid el 23 de marzo de 1974 y casada con el también médico Francisco Javier Pizones y Arce. Padres de Marta, Anna y Elena Pizones y Belda.

### Actual titular
Por orden publicada en el BOE del 1.º de agosto de 2019, y real carta del 20 de septiembre siguiente, sucedió su hija
• Regina María Belda y Hofheinz, V y actual marquesa de Cabra, nacida en Madrid el 26 de septiembre de 1970.
Casó el 8 de julio de 1999 en el santuario del Cristo de Rivas con Carlos Cavero y Martínez de Campos, hijo de Íñigo Cavero y Lataillade, barón de Carondelet y marqués del Castillo de Aysa, político centrista que fue ministro de Justicia y de Educación en el reinado de Juan Carlos I, presidente del Consejo de Estado, grandes cruces de las Órdenes de Carlos III, Alfonso X el Sabio y San Raimundo de Peñafort, maestrante de Zaragoza, académico de la Real de Ciencias Morales y Políticas, y de Belén Martínez de Campos y Carulla, su mujer, de los duques de la Torre. Tienen tres hijas:
1. Andrea Cavero y Belda,
2. Regina  Cavero y Belda
3. y Mariana Cavero y Belda.